# Allerona
Allerona est une commune italienne d'environ 1 900 habitants située dans la province de Terni, dans la région Ombrie, en Italie centrale.

## Économie
L'économie de la commune est liée à la production d'un vin blanc sec faisant partie de la DOC Orvieto.

## Administration
| Période                                  | Période | Identité | Étiquette | Qualité |
| ---------------------------------------- | ------- | -------- | --------- | ------- |
|                                          |         |          |           |         |
| Les données manquantes sont à compléter. |         |          |           |         |

### Hameaux
Allerona Scalo, San Pietro Acquaeortus.

### Communes limitrophes
Acquapendente, Castel Viscardo, Città della Pieve, Fabro, Ficulle, Orvieto, San Casciano dei Bagni.